# Paramystaria variabilis occidentalis
Paramystaria variabilis occidentalis is een spinnenondersoort in de taxonomische indeling van de krabspinnen (Thomisidae).
Het dier behoort tot het geslacht Paramystaria. De wetenschappelijke naam van de soort werd voor het eerst geldig gepubliceerd in 1942 door Millot.